# Lisovacea
Lisovacea este o arie protejată de interes național ce corespunde categoriei a IV-a IUCN (rezervație naturală de tip mixt), situată în județul Caraș-Severin, pe teritoriul administrativ al comunelor Bozovici și Lăpușnicu Mare.

## Descriere
Rezervația naturală aflată în partea sudică a Munților Aninei aparținând grupului montan al Munților Banatului, este inclusă în Parcul Național Cheile Nerei - Beușnița și se întinde pe o suprafață de 33 ha.
Aria protejată declarată prin Legea Nr.5 din 6 martie 2000 (privind aprobarea Planului de amenajare a teritoriului național - Secțiunea a III-a - zone protejate)reprezintă o zonă depresionară carstică, cuprinzând ponoare, doline, izvoare, lapiezuri, văi, avene, păduri și poieni, cu o floră și o faună bine diversificate, specifice lanțului muntos al Carpaților Occidentali.

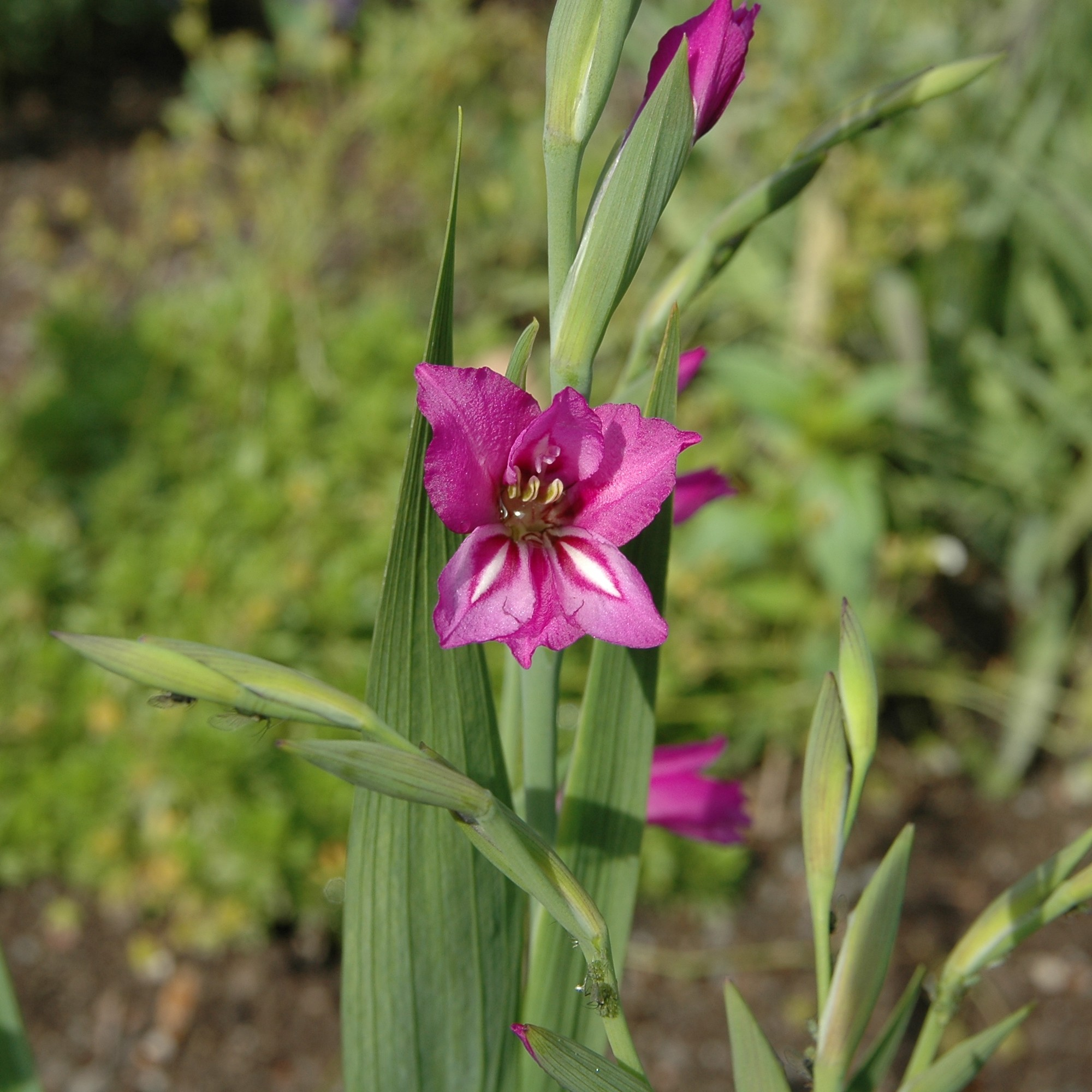
Săbiuță (Gladiolus imbricatus)

## Floră și faună

### Floră
Flora este constituită din specii arboricole de fag (Fagus sylvatica), tei (Tilia), gârniță (Quercus frainetto), cer (Quercus cerris) nuc (Juglans regia); tufărișuri cu arbusti de cornișor (Ruscus hypoglosum), alun turcesc (Corilus colurna), ghimpe (Ruscus aculeatus), iar la nivelul ierburilor sunt întâlnite specii floristice rare, printre care săbiuță (Gladiolus imbricatus), bujorul de pădure (Paeonia mascula var triternotifolia), garofiță pitică (Dianthus nardiformis) sau stânjenel de munte (Iris graminea).

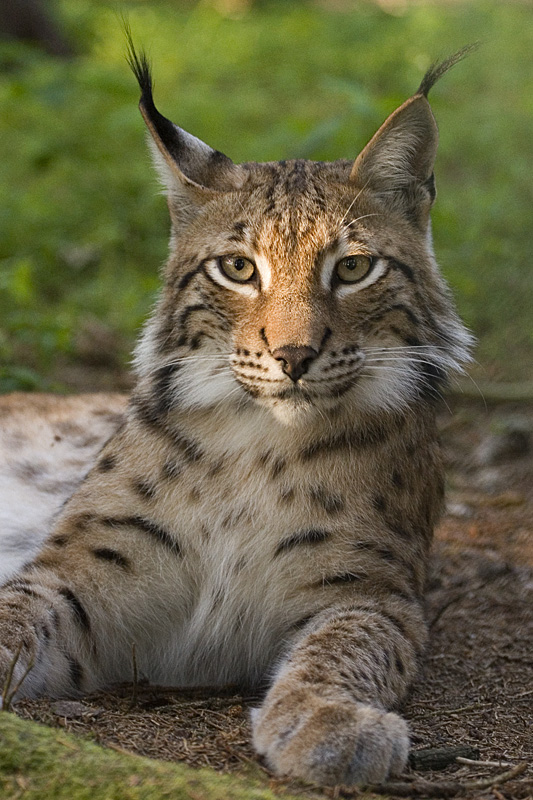
Râs (Lynx linx)

### Faună
Fauna este alcătuită din mamifere cu specii de urs brun (Ursus arctos), lup (Canis lupus), mistreț (Sus scrofa), vulpe (Vulpes vulpes crucigera), râs eurasiatic (Lynx lynx), veverița (Ciurus vulgaris); păsări cu specii de lăstun mare (Apus apus), lăstun de stâncă (Hirundo rupestris), pietrar bănățean (Oenanthe hispanica), presură bărboasă (Emberiza ciurlus) sau rândunică roșcată (Hirundo daurica), precum și specii de insecte, reptile și amfibieni.

## Căi de acces
- Drumul național (DN57) - Anina - Steierdorf - Valea Minișului, urmând drumul forestier (Valea Golumbului) până la rezervație[7]